# Penobscot County
Penobscot County är ett administrativt område i delstaten Maine, USA. Penobscot är ett av sexton countyn i staten och ligger i den centrala delen i Maine. År 2010 hade Penobscot County 153 923 invånare. Den administrativa huvudorten (county seat) är Bangor.

## Geografi
Enligt United States Census Bureau har countyt en total area på 9 210 km². 8 795 km² av den arean är land och 415 km² är vatten.

### Angränsande countyn
- Aroostook County, Maine - nord
- Washington County, Maine - sydöst
- Hancock County, Maine - syd
- Waldo County, Maine - sydväst
- Somerset County, Maine - väst
- Piscataquis County, Maine - nordväst